# Cottagecore

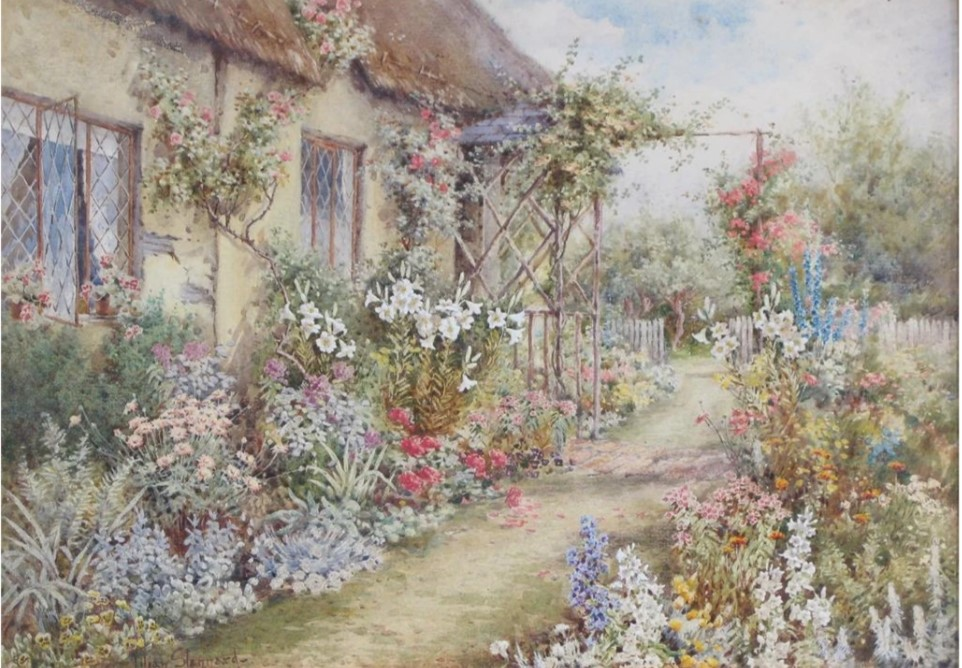
Os jardins das casas de campo tipificam a estética 'cottagecore'.

Cottagecore (às vezes referido como countrycore ou farmcore) é uma estética da Internet que idealiza a vida rural. Originalmente baseado na vida rural europeia, foi desenvolvido ao longo da década de 2010 e foi nomeado pela primeira vez como cottagecore no Tumblr em 2018. A estética centra-se em roupas rurais tradicionais, design de interiores e artesanato como desenho, panificação e cerâmica, e está relacionada a movimentos estéticos semelhantes, como Grandmacore, Goblincore e Fairycore.
Algumas fontes descrevem o cottagecore como uma subcultura dos Millennials e da Geração Z. As forças económicas e outros desafios que estes jovens enfrentam podem ser um motor significativo desta tendência, juntamente com a ênfase destas gerações na sustentabilidade e a tendência para trabalhar a partir de casa (inicialmente durante a pandemia de COVID-19).

## Elementos estéticos e de estilo de vida

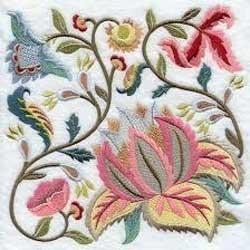
Um desenho de bordado com estampas florais coloridas (2016)

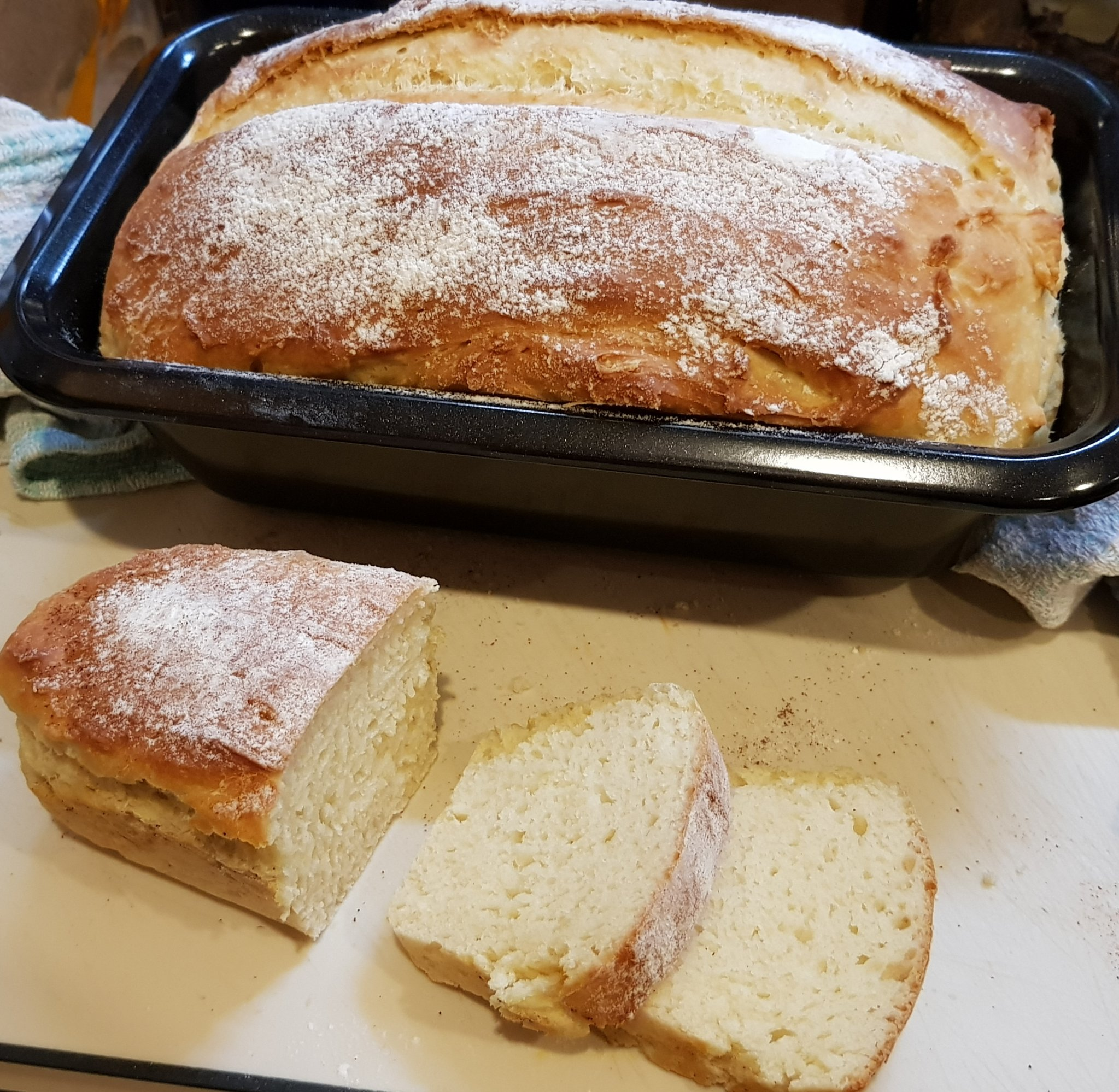
A autossuficiência, como assar o próprio pão, é parte integrante do cottagecore.

Os princípios do cottagecore podem ajudar seus proponentes a satisfazer o desejo de "uma forma aspiracional de nostalgia", bem como a escapar de muitas formas de estresse e trauma. O New York Times descreveu isso como uma reação à cultura agitada e ao advento da marca pessoal. The Guardian chamou-o de "movimento visual e de estilo de vida projetado para fetichizar a pureza saudável do ar livre". Cottagecore enfatiza a simplicidade e a tranquilidade suave da vida pastoral como uma fuga dos perigos do mundo moderno. Tornou-se muito popular nas redes sociais durante a pandemia de COVID-19.

### Moda
Uma das primeiras inspirações para a moda cottagecore é a mori girl, que alcançou popularidade no Japão no final dos anos 2000. A moda lolita, outra moda de rua japonesa com silhueta suave e visual de inspiração vitoriana, pode ter sido outra inspiração inicial. Embora roupas caseiras sejam uma característica do cottagecore, produtos como o "vestido morango", um vestido de chá de US$ 490 de Lirika Matoshi, também estão associados à estética. Devido ao alto preço do vestido Matoshi, diversas pessoas produziram suas próprias versões do produto. As roupas Cottagecore geralmente incluem vestidos longos em camadas.
A empresa de análise Edited identificou que, além de estampas florais e listras, "formas e detalhes femininos do velho mundo são parte integrante desta estética - decotes de leiteira, mangas bufantes, babados e vestidos midi inspirados na pradaria." Comentaristas de marketing observaram que a tendência combina com vestidos, acabamentos de renda e jeans já disponíveis, inspirados nos anos 70, e complementou a tendência da moda lenta. Marcas como Batsheva, Doen e The Vampire's Wife tornaram-se populares por seus vestidos esvoaçantes e cheios de babados que se ajustam perfeitamente à estética cottagecore.

### Alimentação e jardinagem
Cultivar a própria comida na própria horta e assar o próprio pão refletem a filosofia de autossuficiência do cottagecore, embora a estética não exija viver no campo. A jardinagem Cottagecore pretende ser ecologicamente correta, muitas vezes incluindo práticas agrícolas permaculturais. Por exemplo, o cultivo de uma variedade de plantas nativas perenes e anuais (ou seja, plantas endémicas das áreas próximas de casa) ajuda a atrair insectos, incluindo abelhas, e como tal promove a biodiversidade e aumenta a polinização de culturas produtoras de alimentos.

### Outros aspectos
A estética incentiva o cuidado de si física e mentalmente. Os seguidores do cottagecore normalmente compram móveis de segunda mão ou vintage. Eles podem praticar hobbies como tricô, crochê, pintura e leitura.

## Antecedentes e contexto cultural

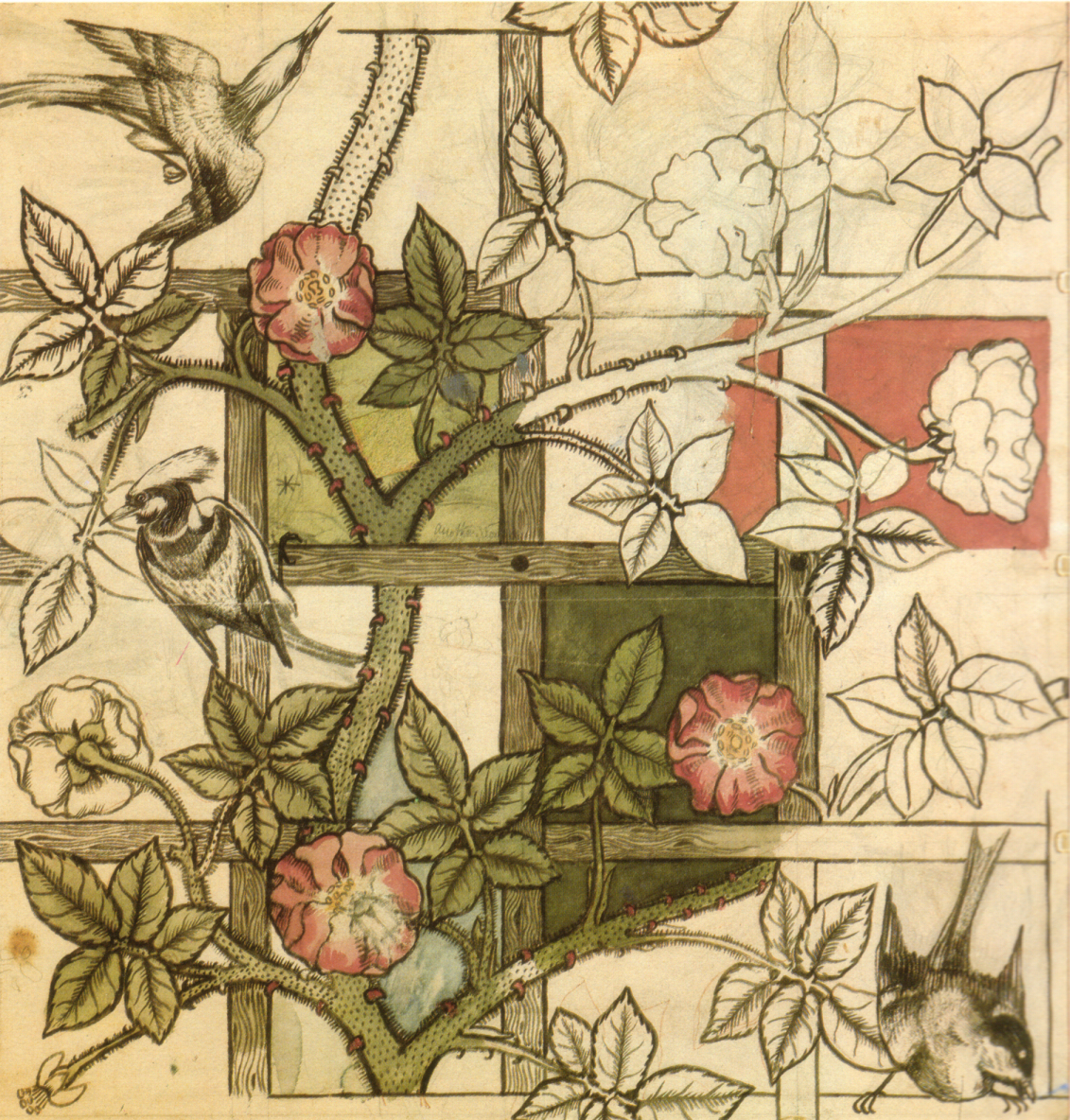
Design Arts & Crafts para papel de parede Trellis (1862) de William Morris

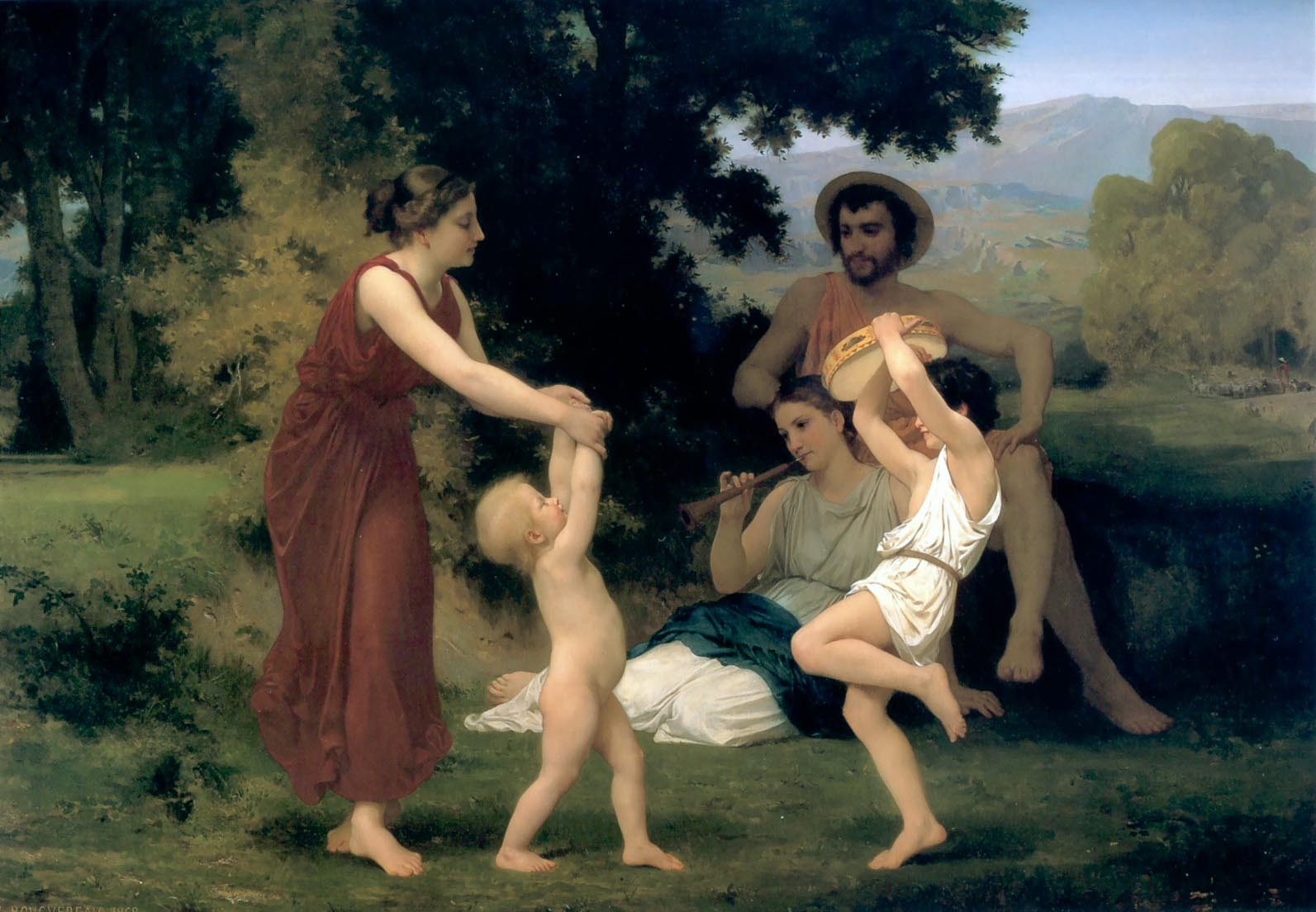
Recreação Pastoral (1868) por William-Adolphe Bouguereau

Embora cottagecore tenha surgido como uma estética nomeada em 2018, estéticas e ideais semelhantes existiam antes de seu início. Os antigos gregos caracterizaram Arcádia como uma representação de um cenário pastoral idílico. O poeta grego Teócrito escreveu poemas sobre pastores e pastoras no século III a.C., o que o levou a ser frequentemente citado como o inventor da poesia pastoral. O mercado para o trabalho de Teócrito era principalmente a classe urbana educada de Alexandria, no Egito, que buscava uma fuga da sujeira, da aglomeração e da doença da vida na cidade. No século I a.C., a poesia pastoral do poeta romano Virgílio foi escrita em resposta à violência e ao caos da guerra. No entanto, ele expandiu o gênero ao reconhecer questões morais e políticas contemporâneas, como a guerra, ao mesmo tempo que manteve distância através do tropo pastoral. O escapismo pastoral continuou a ser produzido para o público cortês do Império Romano no formato de romances como Dáfnis e Cloé do século II D.C.
O poeta renascentista italiano do século XIV, Petrarca, era conhecido por suas caminhadas nas colinas e jardinagem, bem como por sua poesia pastoral. O dramaturgo inglês William Shakespeare escreveu duas peças pastorais: As You Like It e A Winter's Tale. O renomado poema de Christopher Marlowe, The Passionate Shepherd to His Love, inspirou uma resposta poética escrita por Walter Raleigh, The Nymph's Reply to the Shepherd, na qual o orador observa que as ideias arcádicas eram falácias.
Na Europa do século XVIII estava na moda construir follys, estruturas ornamentais muitas vezes construídas no estilo da arquitetura clássica ou para imitar aldeias rústicas. Hameau de la Reine, de Maria Antonieta, uma vila modelo rústica, é um excelente exemplo de loucura em estilo pastoral.
O Movimento Arts & Crafts do século XIX foi uma abordagem à arte, à arquitetura e ao design que abraçou estilos e técnicas “folk” como uma crítica à produção industrial.
A contracultura da década de 1960 fornece talvez a fonte de influência mais significativa para o movimento cottagecore contemporâneo. Muitas das subcategorias de cottagecore invocam diretamente a estética de projetos arquitetônicos e comunas ambientalmente conscientes da época, como Drop City, e incorporam o espírito radicalmente sustentável e prático de publicações como o Whole Earth Catalog. Móveis econômicos e peças de arte das décadas de 1960 e 70 são frequentemente usados para criar um espaço interior confortável e aconchegante, assim como os padrões da época, como estampas paisley e cogumelo.
Houve estéticas semelhantes em diferentes países, como iki, ou elegância desapegada, do Japão, fernweh, ou estar em algum lugar distante e misterioso, da Alemanha, ou hygge, ou conforto satisfatório, da Dinamarca.

## Popularidade contemporânea
Antes da Grande Recessão, Thomas Kinkade vendeu milhões de cópias de suas pinturas de casas idílicas. 
Cottagecore é um ideal. Cria uma sensação calorosa quando se pensa em como seria maravilhoso viver uma existência mais simples e bucólica. Comecei a folhear meu livro sobre Thomas Kinkade, debruçado sobre suas pinturas de chalés e da vida em uma cidade pequena. Acho que o seu tremendo sucesso esteve relacionado com os sentimentos que estas pinturas evocam em nós.

— Corky Pickering, "O sonho cottagecore durante a pandemia"
O movimento ganhou ainda mais força em muitas esferas online e nas redes sociais em 2020 devido à quarentena em massa em resposta à pandemia da COVID-19. Redes como o site de blog Tumblr tiveram um aumento de 150% nas postagens cottagecore nos três meses de março a maio de 2020. Difundiu-se no Pinterest, plataforma de compartilhamento de ideias visuais. Tornou-se popular também no TikTok, com vários entusiastas do cottagecore compartilhando vídeos de si mesmos vivendo em áreas rurais, tomando banho na floresta ou assando pão.
No TikTok a comunidade LGBTQIA+ tem gostado particularmente de cottagecore, especialmente lésbicas. Muitas mulheres jovens encontraram um senso de feminilidade vestindo-se com uma estética caseira, ao mesmo tempo em que se sentem alinhadas com um arquétipo de mulher moderna e controlada. The New Yorker afirmou que tais vídeos "evocaram um clima de produtividade calma, esclarecida e embelezada". Vox caracterizou a tendência como "a estética onde a quarentena é romântica em vez de aterrorizante".
Viver no estilo cottagecore ou simplesmente observar outras pessoas fazendo o mesmo na Internet era visto como algo que poderia ajudar as pessoas a desestressar. Em declarações à CNN, a psicóloga Krystine Batcho observou que não deveria ser surpresa que a nostalgia em geral e o cottagecore em particular estivessem em voga durante um período tão estressante. “Ansiar por situações mais simples, períodos de tempo mais simples ou modos de vida mais simples é um esforço para equilibrar e neutralizar os efeitos do estresse intenso e intenso”, disse ela. Este foi um período em que muitos residentes urbanos questionaram se valia a pena viver nas cidades e a vida rural surgiu como uma alternativa atraente.

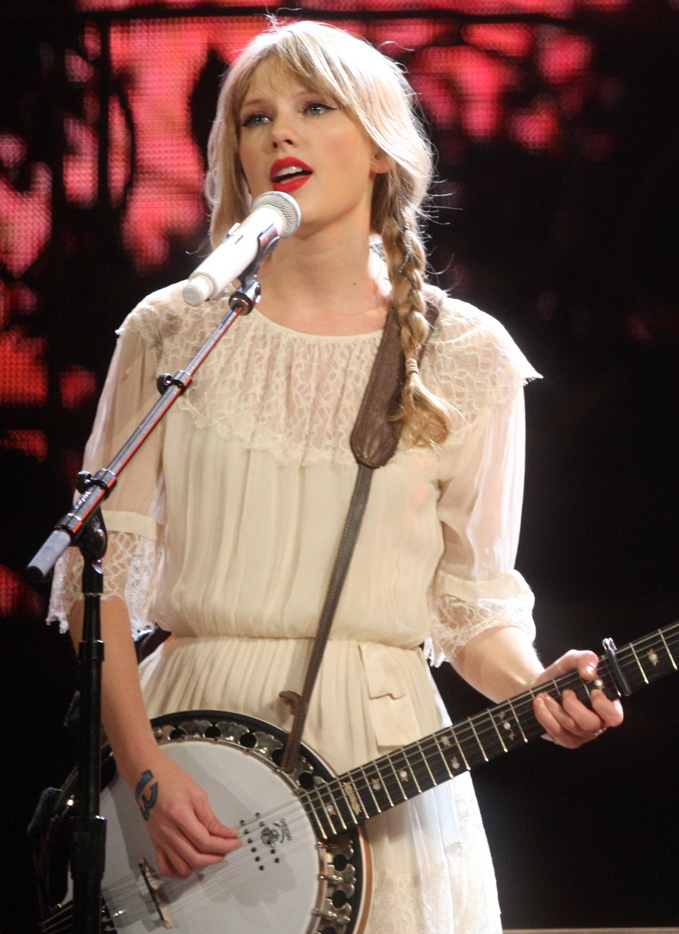
Taylor Swift aumentou a popularidade do cottagecore em 2020 com seu oitavo álbum de estúdio, Folklore.

Um artigo do New York Times comparou cottagecore à série de videogames de simulação social Animal Crossing sendo encenada na vida real, coincidindo com o sucesso da então mais nova entrada na franquia Animal Crossing: New Horizons. Em julho de 2021, The Sims 4 lançou um pacote de expansão chamado “Cottage Living”, que foca em estampas florais, jardinagem e cuidado de animais como galinhas e lhamas.

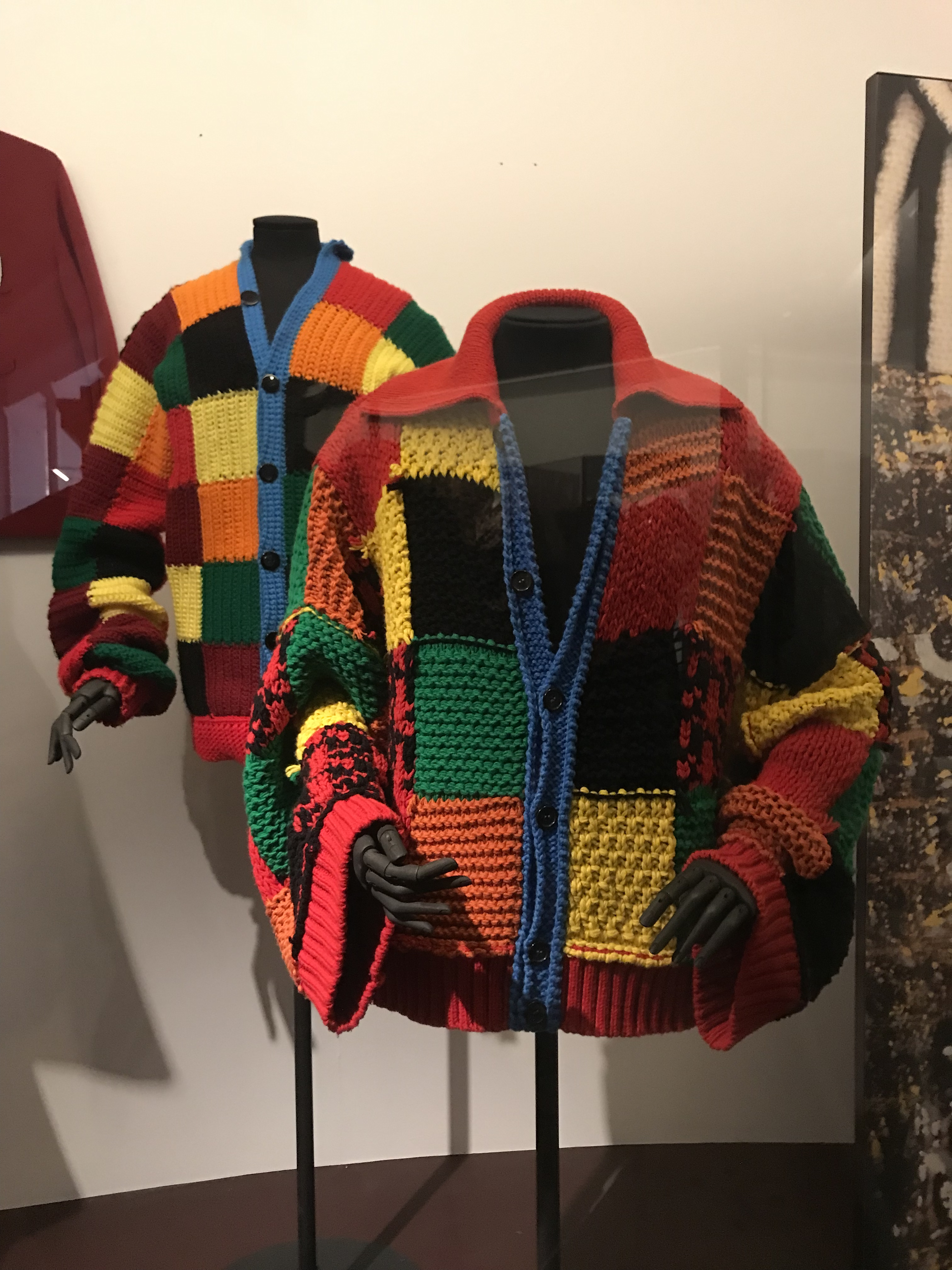
Cardigã arco-íris patchwork JW Anderson de Harry Styles em exibição no Victoria and Albert Museum em Londres.

Em julho de 2020, a cantora e compositora norte-americana Taylor Swift lançou seu oitavo álbum de estúdio, Folklore, um sucesso comercial e de crítica. Apresenta músicas escritas durante o bloqueio. O uso de cottagecore no álbum em seus visuais e letras foi considerado o responsável pelo aumento da popularidade da estética. Ela continuou a estética com seu álbum seguinte, Evermore (2020), e aplicou-a em sua performance no 63º Grammy Awards anual. Os videoclipes de "Cardigan" e "Willow" incorporam imagens cottagecore. O cardigã arco-íris patchwork JW Anderson de Harry Styles se tornou uma tendência de crochê no TikTok durante os primeiros meses da pandemia de COVID-19. Posteriormente, foi adquirido pelo Victoria and Albert Museum para sua coleção permanente. Dois anos depois, Styles anunciou seu terceiro álbum, Harry's House, por meio de uma sessão de fotos caseira de Tim Walker na Better Homes and Gardens. Outras figuras públicas que abraçaram esse estilo incluem a atriz britânica Millie Bobby Brown, a musicista americana Hayley Kiyoko, a modelo americana Hailey Bieber, e o jogador de futebol inglês David Beckham.
Nos Estados Unidos, o cottagecore se tornou uma tendência de decoração para as festas de fim de ano de 2020, enquanto as vendas de kits de bordado dispararam. De acordo com a Royal Horticultural Society do Reino Unido, a jardinagem caseira é uma tendência para 2021.
A China tem sua própria versão do cottagecore. Embora o país esteja a urbanizar-se rapidamente como parte do desenvolvimento econômico, muitos jovens decidiram deixar as cidades depois dos estudos universitários e ir para as suas cidades natais no campo, onde a qualidade de vida melhorou graças, entre outras coisas, à disponibilidade de acesso rápido à Internet, novas estradas e ferrovias de alta velocidade. Entre os jovens que retornaram estão arquitetos com mentalidade caseira.

## Críticas
Segundo os críticos, cottagecore oferece uma visão irrealista e romantizada da vida rural. Os críticos observam o contraste entre as representações idílicas da vida rural construídas pela estética e algumas das realidades de tais espaços, como os efeitos da pobreza rural ou do saneamento. Lara Prendergast, do The Spectator, disse que "seres humanos privilegiados sempre ansiaram pelo simples e rústico", e lembrou que Maria Antonieta supostamente queria ser leiteira.
Rebecca Jennings, da revista Vox, descreveu Dark academia e cottagecore como "estética histórica que evoca valores conservadores e papéis de gênero". Jennings e outros também destacaram temas de eurocentrismo e heteronormatividade. Mudra Judkis, do The Washington Post, observou que sua base de fãs parecia ser composta principalmente por mulheres brancas.